# Neuroethologie
Die Neuroethologie (gelegentlich auch: Verhaltensphysiologie) ist ein Teilgebiet der Biologie und verbindet die Methoden der Verhaltensforschung mit denen der Neurologie, der Neurobiologie und der Sinnesphysiologie. Frühe Vertreter der Verhaltensphysiologie waren Karl von Frisch und Erich von Holst.
Untersucht werden in diesem Fachgebiet – heute in der Regel auf der Ebene einzelner Zellen oder kleinstmöglicher Zellgruppen – die Mechanismen, mit deren Hilfe Nervensysteme Verhalten erzeugen und kontrollieren. Hierzu gehört u. a. die Aufnahme von Reizen aus der Umwelt (zum Beispiel Licht, chemische Signale, Druckreize), deren Weiterleitung ans Zentralnervensystem oder vergleichbare Verarbeitungszentren sowie alle Aspekte der Reaktion auf einen externen Reiz (zum Beispiel Muskelbewegungen, Lautäußerungen, Ausscheidung von Pheromonen). Die Neuroethologie untersucht also die Details aller Elemente des „Schaltplans“ von Verhalten einschließlich „Input“ und „Output“.
Ein typisches Beispiel für derartige Untersuchungen ist heute die Analyse des Verhaltens von Langusten, die unter Wasser über erhebliche Entfernungen hinweg potentielle Nahrung (zum Beispiel tote Tiere) erriechen können und als Modellorganismus für die Analyse von olfaktorischer Wahrnehmung (Riechverhalten) dienen. Obwohl die bei Langusten für das Riechen zuständigen Nervenzellen weit weniger komplex verschaltet sind als bei Wirbeltieren, ist über das Zusammenspiel von reizempfindlichen Zellen an ihren Fühlern und an ihren Beinen, den zum Gehirn führenden Nervenzellen sowie der Umsetzung von Sinneseindrücken in zielgerichtete Bewegungen noch wenig bekannt.
Nicht-Wirbeltiere werden von Neuroethologen häufig als Versuchstiere den Wirbeltieren vorgezogen, weil die Analyse von Sinnesleistungen oft zunächst das Ausschalten der reizempfindlichen Organe erforderlich macht, sprich: deren Amputation; Experimente an Langusten oder anderen Krustentieren wecken hierbei regelmäßig weniger Kritik als vergleichbare Experimente an Mäusen oder Ratten. Es zeichnet sich jedoch ein Trend zur Untersuchung neuroethologischer Fragestellungen an Wirbeltieren ab.
1981 wurde anlässlich des an der Universität Kassel von Jörg-Peter Ewert, David J. Ingle und Robert R. Capranica organisierten NATO-Advanced Study Institute Advances in Vertebrate Neuroethology die International Society for Neuroethology (ISN) gegründet. Ihr erster Präsident war Theodore Holmes Bullock. Der erste Kongress der ISN fand 1986 in Tokyo statt.

## Neuroethologie Lehrbücher
- Günther K. H. Zupanc: Behavioral Neurobiology: An Integrative Approach. Oxford University Press, New York 2004, ISBN 0-19-870056-3.
- Thomas J. Carew: Behavioral Neurobiology: The Cellular Organization of Natural Behavior. Sinauer, Sunderland (Mass) 2000, ISBN 0-87893-084-1.
- Peter Simmons, David Young: Nerve Cells and Animal Behaviour. 2. Auflage. Cambridge University Press, New York 1999, ISBN 0-521-62216-6.
- Jeffrey M. Camhi: Neuroethology: Nerve Cells and the Natural Behavior of Animals. Sinauer Associates, 1984, ISBN 0-87893-075-2.
- David Maltby Guthrie: Neuroethology: An Introduction. Wiley, New York 1980, ISBN 0-632-00303-0.
- Jörg-Peter Ewert: Neuroethology: An Introduction to the Neurophysiological Fundamentals of Behavior. Springer-Verlag, New York 1980, ISBN 0-387-09790-2.
- Jörg-Peter Ewert: Neuroethologie: Einführung in die neurophysiologischen Grundlagen des Verhaltens. (= Heidelberger Taschenbücher, Band 181). Springer-Verlag, Heidelberg, Berlin und New York 1976, ISBN 3-540-07773-1.
- Peter Marler, William J. Hamilton: Mechanisms of Animal Behavior. John Wiley & Sons, New York 1966.

## Belege
1. ↑  Günther K. H. Zupanc: The study of animal behavior: a brief history. In: G. K. H. Zupanc: Behavioral Neurobiology: An integrative Approach. Oxford Univ. Press, Oxford 2004, S. 11–34.
2. ↑  Michael P. Nusbaum, Mark P. Beennhakker: A small-systems approach to motor pattern generation. In: Nature. Band 417, 2002, S. 343–350, doi:10.1038/417343a.
3. ↑  Thomas J. Carew: Sensory worlds. In: T. J. Carew: Behavioral Neurobiology. Sinauer, Sunderland MA 2000, S. 33–124.
4. ↑  Theodore Holmes Bullock: Neuroethology has pregnant agendas. In: Journal of Comparative Physiology A . Band 185, Nr. 4, 1999, S. 291–295. doi:10.1007/s003590050389.
5. ↑  Amy J. Horner, Marc J. Weissburg, Charles D. Derby: Dual antennular chemosensory pathways can mediate orientation by Caribbean spiny lobsters in naturalistic flow conditions. In: Journal of Experimental Biology. Band 207, Nr. 21, 2004, S. 3785–3796, doi:10.1242/jeb.01200.
6. ↑  Frank W. Grasso, Jennifer A. Basil: How lobsters, crayfishes, and crabs locate sources of odor: current perspectives and future directions. In: Current Opinion in Neurobiology. Band 12, Nr. 6, 2002, S. 721–727, doi:10.1016/S0959-4388(02)00388-4.
7. ↑  Martin Heisenberg: President's column. International Society for Neuroethology, Newsletter, März 2008, S. 2, Volltext (PDF). (Memento vom 3. Mai 2019 im Internet Archive).